# Aeroportul Anshun Huangguoshu
Aeroportul Anshun Huangguoshu (IATA: AVA, ICAO: ZUAS) este un aeroport din Anshun⁠(d), Guizhou, Republica Populară Chineză ce deservește zona Anshun⁠(d). Aeroportul a fost tranzitat în 2022 de 4.307 pasageri.
aeroportul dispune de o singură pistă.